# Partido Liberal Mexicano

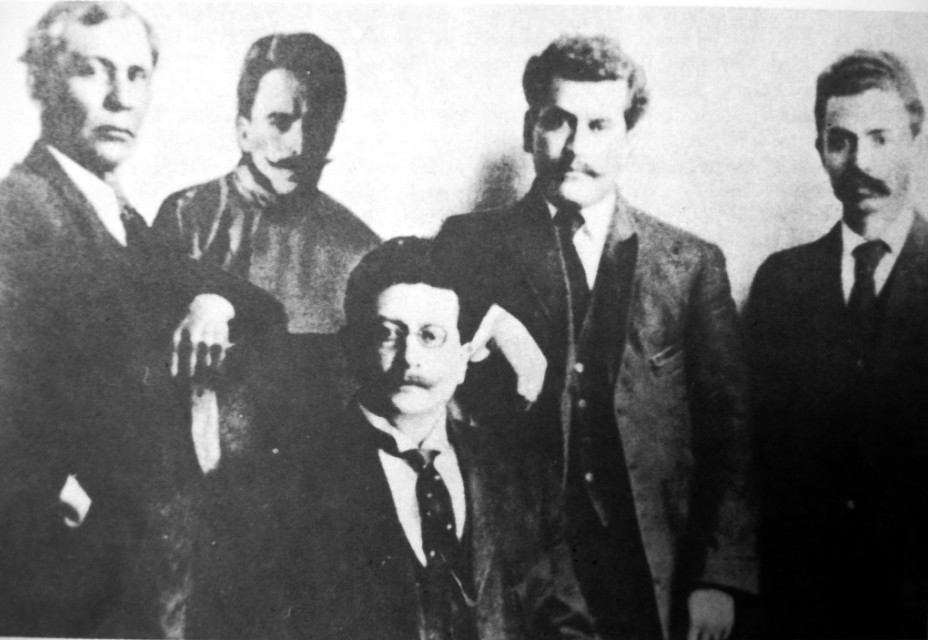
Junta Organizadora del PLM en 1910. Anselmo L. Figueroa, Práxedis G. Guerrero, Ricardo Flores Magón, Enrique Flores Magón y Librado Rivera.

El Partido Liberal Mexicano (PLM) inicialmente fue un partido político que buscó reorganizar a los simpatizantes del Partido Liberal que promulgó la Constitución de 1857, tuvo como antecedente directo el Congreso liberal de 1901 y los múltiples Clubes liberales que se formaron en los siguientes cinco años. El partido fue fundado el 28 de septiembre de 1905, entre otros, por los hermanos Flores Magón, de los cuales, Enrique y Ricardo radicalizaron su actividad política tras entrar en contacto con las ideas del Anarcocomunismo promulgadas en Europa por Piotr Kropotkin y Errico Malatesta.
El grupo que dentro del PLM tuvo mayor influencia fue la llamada Junta Organizadora del Partido Liberal Mexicano, que paulatinamente transitó del liberalismo al anarquismo; desde ahí se hicieron los primeros planteamientos teóricos y se planearon las primeras insurrecciones que dieron origen a la Revolución de 1910 para derrocar el régimen dictatorial de Porfirio Díaz. Los delegados del PLM estuvieron involucrados en las huelgas obreras de Cananea y Río Blanco, también planearon sublevaciones coordinadas con las que pretendían extender la revolución a todo el país.

## Antecedentes
En febrero de 1900
, convocado por Camilo Arriaga se inauguró en San Luis Potosí el Congreso Liberal, en el que representantes de catorce estados de la República Mexicana demandaban destituir los postulados de la Constitución de 1857. Ese mismo año, el 30 de agosto, Arriaga lanza una iniciativa para formar el Partido Liberal, sin embargo, fracasa.
En 1901, decenas de clubes liberales se habían creado en todo el país, el 5 de febrero en San Luis Potosí, se intenta constituir la "Confederación de Círculos Liberales" y al siguiente año sus fundadores fueron aprehendidos. Porfirio Díaz reprimió severamente a toda la oposición y en 1902 se reeligió como presidente de México por tercera ocasión.
Para 1904 la persecución policiaca del gobierno de Díaz sus opositores políticos se veían obligados a buscar refugio en el extranjero, aunado a las crecientes diferencias políticas entre los liberales, un grupo encabezado por Camilo Arriaga, se exilió en San Antonio, Texas, y otro, encabezado por Ricardo Flores Magón, en la ciudad fronteriza de Laredo.
Los agentes de Díaz apoyados por autoridades estadounidenses persiguieron a los liberales en Texas, por lo que continuaron transladándose cada vez más al norte. El 28 de septiembre de 1905, en San Luis, Misuri, Estados Unidos, el grupo de los Flores Magón redacta el manifiesto con el que se constituye la Junta Organizadora del Partido Liberal Mexicano. Las tareas de la Junta Organizadora consistían en convocar y articular a todas las fuerzas opositoras para preparar la lucha contra el dictador.

## Programa

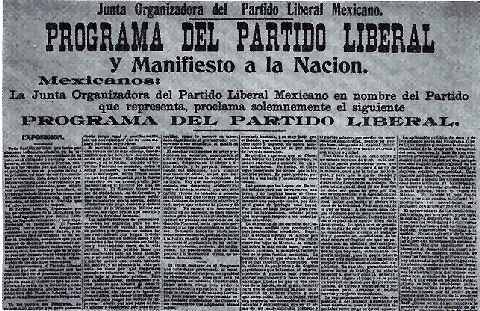
Ejemplar de Regeración en el que se publicó el Programa del PLM, 1906.

El 1 de julio de 1906, después de casi un año de discusión sobre la situación política, económica y social del país, se publicó el Manifiesto y Programa del Partido Liberal Mexicano. Entre los principales postulados del programa estaban la jornada de ocho horas, prohibición del trabajo infantil, salario mínimo, indemnización patronal por accidente de trabajo, educación laica obligatoria y gratuita.
Años después, los postulados planteados por el PLM en este programa fueron la base de la Constitución Política de los Estados Unidos Mexicanos de 1917, que dio fin de manera oficial a la guerra de la Revolución mexicana.

## Huelgas e insurrecciones

Bandera del Partido Liberal Mexicano.

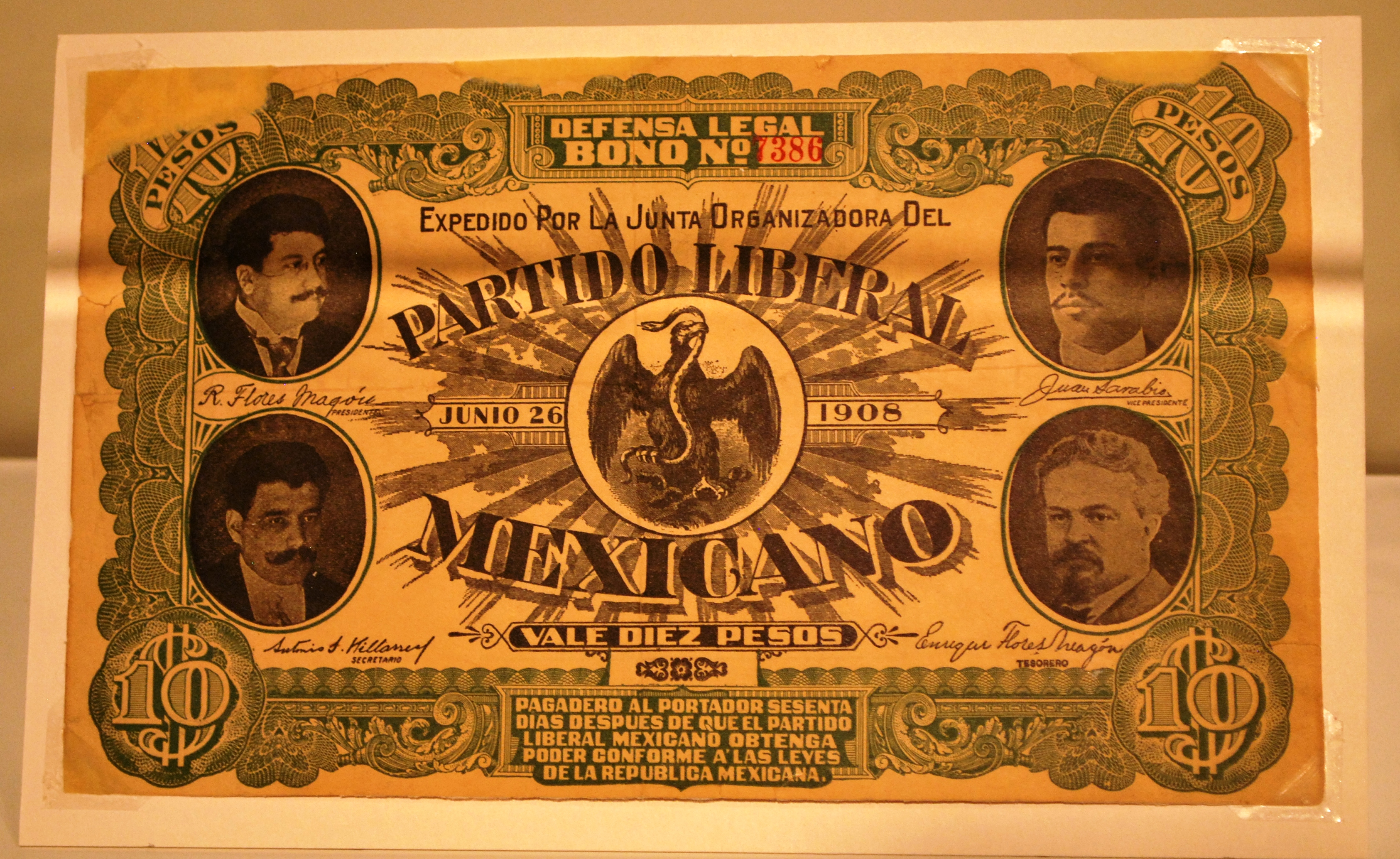
Bono de contribución para el Partido Liberal Mexicano, 1908.

El PLM organizó varias sublevaciones contra el régimen de Porfirio Díaz desde 1906, todas fueron reprimidas violentamente. Los postulados del Programa del PLM influyeron la huelga minera de Cananea, Sonora, y textil de Río Blanco, Veracruz,  así como la rebelión de Acayucan, Minatitlán y Puerto México impulsada por Hilario C. Salas y Cándido Donato Padua, delegados del PLM en Veracruz y Tabasco.
El 16 de septiembre de 1906 (día en que se celebra la Independencia de México) fue la fecha en que el PLM programó el inicio de la Revolución, en ese momento estaban organizados cerca de 44 grupos guerrilleros (algunos formados hasta por 300 hombres, aunque el promedio era de 50) que se levantarían en armas en toda la república cuando los grupos que operaban en los Estados Unidos tomaran las principales aduanas fronterizas y reforzaran el abasto de armamento. Sin embargo entre el 2 y 5 de septiembre la mayoría de los liberales fueron aprendidos por la policía estadounidense que decomisó armamento y documentos que descubrían los planes de la insurrección, por lo que tuvo que ser pospuesta.
El 26 de septiembre fue la nueva fecha para iniciar la Revolución, un grupo de liberales atacó Jiménez pero después de unas horas arribaron fuerzas federales que los superaban en número y emprendió la retirada. Con resultados similares se realizaron otros ataques en Monclova, Zaragoza, Ciudad Porfirio Díaz (Piedras Negras) y otras poblaciones pequeñas de Coahuila.
El 30 de septiembre estalla la rebelión de Acayucan, Minatitlán y Puerto México impulsada por Hilario C. Salas y Cándido Donato Padua, delegados del PLM en Veracruz y Tabasco. En Acayucan los enfrentamientos contra el ejército duran 4 días. La mayoría de los rebeldes muere, algunos huyen a la sierra de Soteapan donde reorganizan una guerra de guerrillas que combate hasta 1911.
El 16 de octubre se realizó un tercer intento insurreccional en Camargo, Tamaulipas que también fue derrotado. El 19 de octubre el grupo de El Paso, Texas organizado por Juan Sarabia, Antonio I. Villarreal y Ricardo Flores Magón,  incursionó en Ciudad Juárez, pero fueron aprendidos al cruzar la frontera por soldados federales que ya tenían conocimiento del levantamiento, al día siguiente el resto de insurrectos fueron detenidos en El Paso por agentes de inmigración y detectives de la Pinkerton, logrando escapar sólo Ricardo Flores Magón y Modesto Díaz.
El 24 de junio de 1908 atacan la población de Viesca, Coahuila, pero son rechazados y derrotados. Los dirigentes son aprehendidos y remitidos a la prisión política de San Juan de Ulúa en Veracruz. El 26 de junio atacaron el poblado Las Vacas (hoy Acuña) en Coahuila, Casas Grandes y Palomas en Chihuahua. También existió actividad beligerante del PLM en Oaxaca, Puebla, Tlaxcala, Morelos y México. El movimiento ferrocarrilero que paralizó la zona norte del país ese año, también estuvo influido por el PLM.
Thomas Furlong, agente de la Pinkerton en San Luis, Misuri, declaró en 1908 que habían sido detenidos 180 integrantes del PLM y puestos en cárceles mexicanas, además de haber detenido a los jefes con suficientes pruebas para condenarlos, por lo que el peligro de una revolución había pasado.
En 1909, Práxedis G. Guerrero publicó una serie de manifiestos dirigidos a los trabajadores de todo el mundo y exhortando a los mexicanos a levantarse en rebelión. El arma más efectiva del PLM era la prensa, incluso en el exilio, contaba con al menos 7 publicaciones en distintas localidades, que poco a poco fueron suprimidas por las autoridades.

## Ejército Liberal

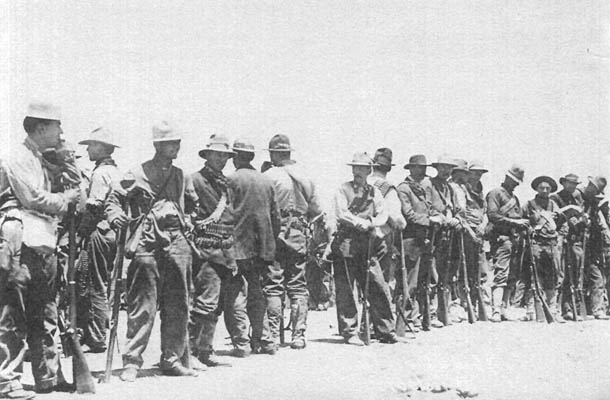
Soldados del Partido Liberal durante la Rebelión de Baja California, 1911.

Para el Partido Liberal Mexicano, derrocar al dictador Porfirio Díaz no garantizaba la libertad comunal. Entendían que la lucha por la libertad política era inútil si se carecía de libertad económica, de manera que para garantizar el esa libertad habría que tomar y defender la tierra con una rebelión armada. Los grupos armados del PLM estaban organizados en la Confederación de Grupos del Ejército Liberal que también se llamó Ejército Libertario Mexicano.
El 23 de septiembre de 1911, la Junta Organizadora del PLM en Los Ángeles, California publicó en Regeneración un manifiesto libertario que llamaba a los mexicanos a luchar contra el Estado, el Clero y el Capital, bajo el lema  "Tierra y Libertad", ideal que un mes más tarde haría eco en el Plan de Ayala promulgado por Emiliano Zapata.
Las campañas militares más importantes del Ejército Liberal Mexicano fueron entre 1910 y 1913, las plazas más importantes que ocupó, fueron ciudades fronterizas como Tijuana y Mexicali hechos que se conocieron como la Rebelión de Baja California; sin embargo, además de Baja California, hay registros de milicias liberales en Sonora, Chihuahua, Coahuila, Tamaulipas, Veracruz y Michoacán.
Al negarse a reconocer los Tratados de Ciudad Juárez las guerrillas del PLM fueron perseguidas y exterminadas por el ejército federal y grupos maderistas durante el gobierno provisional de Francisco León de la Barra, quien solicitó apoyo al gobierno de los Estados Unidos para trasladar de tropas mexicanas por territorio estadounidense y atacar por dos frentes otra revolución que se gestaba en Baja California.
En el Ejército Liberal participaban mexicanos y voluntarios de otras nacionalidades, principalmente en la campaña de Baja California, con ideas anarquistas y socialistas; motivo que dio lugar a las autoridades para acuarsa al PLM de promover el filibusterismo.
Las campañas militares del PLM, fracasaron una y otra vez debido a la falta de recursos, a la infliltración policiaca y también a la confusión ideológica de muchos de sus afiliados provocada por tácticas que al final resultaron contraproducentes, por ejemplo para abastecerse de armamento solían hacerse pasar por maderistas, al grado que algunos llegaban a combatir a sus propios compañeros liberales. Aunque para algunos, el maderismo representaba la alternativa política más viable; para otros apoyar a Madero simplemente era la única manera de escapar con vida de las cárceles mexicanas.
Sin embargo hubo otros que prefirieron la cárcel o la muerte antes que traicionar la causa del PLM, tal fue el caso de Eugenio Alzalde, Antonio Lara Díaz y Tomas Vargas, presos en Ciudad Juárez por fuerzas maderistas. Otros personajes que se mantuvieron su militancia libertaria fueron Tirso de la Toba, Quirino Limón, Carmen Parra, Anselmo L. Figueroa, Librado Rivera, Jesusa Gómez, Margarita Ortega, Juan Montero, Emilio Guerrero, Lucía Norman, Jesús Rangel, Rosaura Gortari, Gabino Ramírez, María Brousse, Raúl Palma, Basilia Franco y Fernando Palomares, entre otros.

## Últimos años

Botón del PLM promovido en Los Ángeles a finales de 1911.

Después de la incursión en Baja California y con los Flores Magón, Librado Rivera y Anselmo Figueroa en la cárcel, hubo otros levantamientos armados en nombre del PLM. Tal fue el caso de Primitivo Gutiérrez que el 9 de febrero de 1912, a nombre del PLM deroga la Constitución y promulga el comunismo anarquista en la población de Las Vacas, Coahuila. En la sierra del Burro, al norte de Coahuila, también continuó la actividad del PLM. Sin embargo estas acciones no tuvieron mayor repercusión en el desarrollo de los acontecimientos posteriores a 1912 en México.
Todavía en 1913 Fernando Palomares y José María Rangel se empeñaron en organizar grupos del PLM para lanzarse nuevamente a la lucha armada, al intentar incursionar desde Texas a territorio mexicano se enfrentaron a un grupo de rangers, fueron derrotados y condenados a 50 años o más de prisión.
En 1915, tras la muerte de Anselmo L. Figueroa y la falta de recursos para continuar la edición de Regeneración un grupo reducido del PLM se traslada a una granja ubicada en distrito Edendale, de Los Ángeles California. Ahí vivían y trabajaban en comunidad, criaban pollos y cultivaban verduras que vendían para sostenerse, mientras llevan adelante la labor política del PLM, ahora definido como Unión Obrera Revolucionaria.
En febrero de 1916, Enrique y Ricardo Flores Magón fueron arrestados en su casa de Edendale acusados de difamar a Venustiano Carranza, fueron liberados meses después, cuando un comité promovido por Emma Goldman y Alexander Berkman reunió el dinero de la fianza que exigía la corte de Los Ángeles. Poco después de salir de prisión, Enrique Flores Magón se aparta del grupo, junto con otros más. Quedando únicamente, María Brouse, su hija Lucía Norman, Librado Rivera y Ricardo Flores Magón. Estos dos últimos publicaron en Regeneración un manifiesto dirigido a los anarquistas del mundo en 1918, fueron detenidos acusados de conspiración por el gobierno de Estados Unidos y condenados a 15 y 20 años de prisión respectivamente.
Flores Magón murió en prisión en 1922, Rivera fue excarcelado y deportado a México donde continuó denunciando a los gobiernos emanados de la revolución, estuvo presos durante el mandato de Plutarco Elías Calles y falleció en 1932. Terminó así un intento malogrado de revolución social en México.

## Magonismo
El gobierno y la prensa llamaba "magonistas" a los integrantes del PLM, con ánimo despectivo y con el afán de reducir el movimiento insureccional a "un pequeño grupo de bandidos" guiados supuestamente por los intereses personales de los hermanos Flores Magón, sin embargo ellos se llamaban a sí mismos "liberales" y después "anarquistas". Tiempo después historiadores usaron el término "magonismo" para identificar el movimiento influido por el pensamiento de los Flores Magón y otros colaboradores del periódico Regeneración como Librado Rivera, Anselmo L. Figueroa y Práxedis G. Guerrero. A principios del siglo XXI, organizaciones sociales e indígenas en México reivindican la tradición de lucha magonista.

## Personajes afiliados
Muchos de los afiliados en 1906 después abandonaron el PLM y se unieron a Francisco I. Madero que también perteneció a las filas del PLM durante los primeros años. Otros continuaron en el partido hasta que murieron en combate o se extinguieron las actividades de la organización revolucionaria.
Algunos personajes afiliados al PLM:
| - Diódoro Batalla Leonis - Antonio de Pío Araujo - Rosalío Bustamante - Esteban Baca Calderón - Antonio Díaz Soto y Gama - Manuel M. Diéguez - Anselmo L. Figueroa - Enrique Flores Magón | - Jesús Flores Magón - Ricardo Flores Magón - Práxedis G. Guerrero - Primitivo Gutiérrez - José María Leyva - José Neira Obcejo - Margarita Ortega | - Cándido Donato Padua - Fernando Palomares - Librado Rivera - Hilario C. Salas - Juan Sarabia - Manuel Sarabia - Antonio I. Villarreal |

## Partidos homónimos
- Partido Laborista Mexicano, aunque el nombre no es el mismo las siglas PLM sí lo son. Este partido político fue fundado en el 1920 por sindicatos pertenecientes a la Confederación Regional Obrera Mexicana partidaria de Álvaro Obregón, cabe señalar que los principios y los objetivos de este partido eran opuestos al PLM de 1906.

- Partido Liberal Mexicano (2003) En 2002, para participar en las Elecciones federales de México de 2003 se formó un partido político con el mismo nombre del partido fundado en 1906 y que pretendía ser heredero de este antiguo partido así como de los principios liberales y juaristas, pero sin reivindicar los principios anarquistas de la última etapa del PLM a principios del siglo XX.